# Municipio de Beaucoup
El municipio de Beaucoup (en inglés: Beaucoup Township) es un municipio ubicado en el condado de Washington en el estado estadounidense de Illinois. En el año 2010 tenía una población de 593 habitantes y una densidad poblacional de 6,03 personas por km².

## Geografía
El municipio de Beaucoup se encuentra ubicado en las coordenadas 38°20′50″N 89°18′58″O / 38.34722, -89.31611. Según la Oficina del Censo de los Estados Unidos, el municipio tiene una superficie total de 98.34 km², de la cual 98 km² corresponden a tierra firme y (0,34 %) 0,34 km² es agua.

## Demografía
Según el censo de 2010, había 593 personas residiendo en el municipio de Beaucoup. La densidad de población era de 6,03 hab./km². De los 593 habitantes, el municipio de Beaucoup estaba compuesto por el 97,3 % blancos, el 0,84 % eran afroamericanos, el 0,17 % eran amerindios, el 1,18 % eran asiáticos y el 0,51 % eran de una mezcla de razas. Del total de la población el 0,17 % eran hispanos o latinos de cualquier raza.